# Paris (Tennessee)
Pour les articles homonymes, voir Paris (homonymie).
Paris est une ville américaine du comté de Henry (Tennessee). 

## Population
Elle comptait 10 316 habitants en 2020 pour une superficie de 33,6 km2.

## Histoire
Elle a été baptisée Paris en hommage à La Fayette, qui passa par le Tennessee.
Elle devient le siège du comté de Henry le 23 septembre 1823. Durant la Seconde Guerre mondiale, de nombreux soldats du camp Tyson à proximité de la ville venaient se divertir à l'hôtel The Greystone, le principal édifice de la ville.

## Économie

### Presse
Le journal Paris Post-Intelligencer est établi en 1884 et est toujours en opération. L'hebodmadaire The Parisian a été diffusé dans le comté de Henry de 1907 à 1962.

## Bâtiments
- The Greystone, le principal édifice de la ville[5]
- Réplique de la tour Eiffel, inaugurée le 29 janvier 1993[8] en présence de représentants de la ville de Paris. Cette réplique mesure 18,3 mètres de hauteur[9],[8],[10].
- Cavitt Place, bâti par O.C Barton, aujourd'hui musée et siège du Paris-Henry County Heritage Center[4]

## Évènements
La ville héberge le festival annuel du « poisson fri le plus grand du monde ».